# アリコスキ (小惑星)
アリコスキ (1567 Alikoski) は小惑星帯にある小惑星。フィンランドの天文学者ユルィヨ・バイサラがトゥルクで発見した。
フィンランドの天文学者ヘイッキ・アリコスキに因んで名付けられた。